# فغوة (المحويت)

تعديل مصدري - تعديل

فغوة هي إحدى قرى عزلة بني الوليد بمديرية المحويت التابعة لمحافظة المحويت، بلغ تعداد سكانها 89 نسمة حسب تعداد اليمن لعام 2004.